# Sân bay Cadjehoun

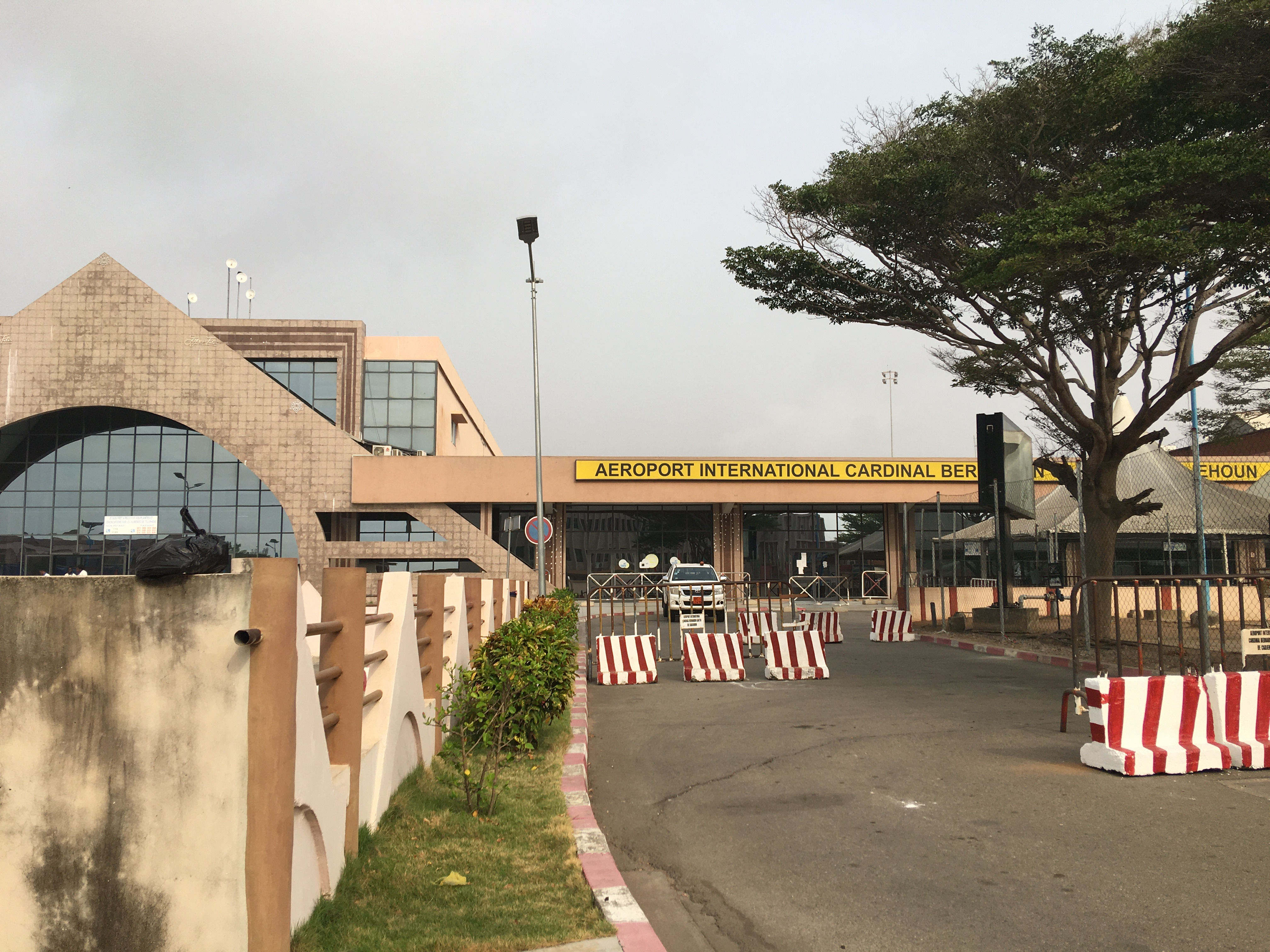
Sân bay Cotonou Cadjehoun (Bénin, Tây Phi)

Sân bay Cotonou Cadjehoun (IATA: COO, ICAO: DBBB) là một sân bay ở Cotonou, thành phố lớn nhất Bénin ở Tây Phi.
Năm 2004, sân bay này phục vụ 301.493 lượt khách.

## Tai nạn và sự cố
- Chuyến bay số 141 của UTA rơi ngày 25 tháng 12 năm 2003, làm 151 người thiệt mạng (trong tổng số 163 người), phần lớn là người Liban.

## Các hãng hàng không và các điểm đến
- Afriqiyah Airways (Douala, Tripoli)
- Air Burkina (Accra, Lome, Ouagadougou)
- Air France (Paris-Charles de Gaulle)
- Air Ivoire (Abidjan, Brazzaville, Lome, Douala, Libreville)
- Air Senegal International (Abidjan, Dakar)
- Benin Golf Air (Abidjan, Bamako, Bangui, Brazzaville, Conakry, Cotonou, Dakar, Douala, Kinshasa, Libreville, Lomé, Malabo and Pointe-Noire)
- Cameroon Airlines (Douala, Lagos)
- Compagnie Aerienne du Mali (Bamako, Brazzaville, Ouagadougou)
- GETRA (Malabo)
- Kenya Airways (Abidjan, Nairobi)
- Interair South Africa (Bamako, Brazzaville, Libreville, Ouagadougou, Johannesburg)
- Royal Air Maroc (Casablanca, Lome)
- Toumai Air Tchad (Bangui, Douala, N'Djamena)
- Trans Air Congo (Brazzaville, Pointe-Noire)